# Unirea Dej
Unirea Dej ist ein rumänischer Fußballverein aus Dej. Er spielte insgesamt zehn Jahre in der Liga II und stand im Jahr 1995 im Achtelfinale um den rumänischen Pokal. Seit Sommer 2007 gehört er der Liga III an.

## Geschichte
Unirea Dej wurde im Jahr 1921 gegründet, trat aber in den ersten 40 Jahren seines Bestehens nicht im überregionalen Spielbetrieb in Erscheinung. Im Jahr 1962 stieg Unirea erstmals in die Divizia B auf, musste aber nach einer Spielzeit bereits wieder absteigen und wurde in die wiedergegründete Divizia C eingegliedert. Nach drei Jahren kehrte der Verein im Jahr 1966 in die Divizia B zurück, stieg aber abermals postwendend ab. In den folgenden Jahren gelang der Wiederaufstieg nicht. Mehrmals verpasste der Klub als Zweitplatzierter die Rückkehr in die Divizia B. Im Jahr 1982 musste Unirea in die Divizia D absteigen. Nachdem direkten Wiederaufstieg folgte im Jahr 1984 der erneute Gang in die regionalen Ligen.
Im Jahr 1989 kehrte Unirea Dej in die Divizia C zurück. Nach zwei Jahren im Mittelfeld kämpfte der Klub ab 1991 um den Aufstieg in die Divizia B, der zunächst als Zweitplatzierter hinter Șoimii Lipova knapp verpasst wurde. In der Saison 1993/94 konnte Unirea die Konkurrenz mit zwölf Punkten Abstand hinter sich lassen und stieg auf. In der Saison 1994/95 gelang dem Klub erstmals der Klassenerhalt, die folgenden Spielzeiten schloss er im vorderen Mittelfeld der Divizia B ab. Mit dem Erreichen des Achtelfinals im Pokalwettbewerb 1994/95 gelang der größte Erfolg der Vereinsgeschichte. Am Ende der Saison 1998/99 musste Unirea als Letzter wieder absteigen. Nachdem in der darauf folgenden Spielzeit in der Divizia C lediglich der Klassenerhalt erreicht wurde, kämpfte der Verein zu Beginn der 2000er-Jahre wieder um den Aufstieg, der im Jahr 2004 erreicht wurde. In der Divizia B kämpfte Unirea von Beginn an um den Klassenerhalt. In der Spielzeit 2004/05 wurde dieses Ziel durch den 13. Tabellenplatz erreicht. Danach schloss Unirea einen Vertrag als Satellitenteam von CFR Cluj ab, so dass in der Folgesaison zahlreiche Ersatzspieler des Erstligisten in der Meisterschaft zum Einsatz kamen. Dennoch stand bereits kurz vor Ende der Spielzeit der sportliche Abstieg des von George Ciorceri trainierten Teams fest. Im Juni 2006 einigte sich Árpád Pászkány, der Mäzen von CFR Cluj, mit Jean Pădureanu, dem Mäzen von Gloria Bistrița, darauf, dass die zweite Mannschaft von Gloria, die den achten Platz in derselben Zweitligastaffel belegt hatte, ihr Startrecht an Unirea Dej abtreten würde. Anfang September 2006 verließ Trainer Ciorceri den Verein und wurde am 14. September 2006 durch Dorel Mureșan ersetzt, mit dem Unirea die Saison 2006/07 auf dem letzten Platz abschloss und in die Liga III abstieg. CFR Cluj beendete daraufhin im Sommer 2007 die Zusammenarbeit mit dem Klub. In der Liga III konnte sich Unirea Dej in den nachfolgenden Jahren im Mittelfeld platzieren.
Nach fünf Niederlagen in Folge wurde Trainer Eusebiu Șuvagău am 10. November 2011 entlassen und durch Mircea Bolba ersetzt.

## Erfolge
- Aufstieg in die Divizia B: 1962, 1966, 1994, 2004
- Achtelfinale um den rumänischen Pokal: 1995

## Bekannte Spieler
- Ciprian Deac
- Stelian Gherman
- Paul Papp

## Ehemalige Trainer
- Nicolae Manea (1992 bis 1996)
- Gheorghe Barbu (2003)
- Ioan Tătăran (2005, 4. Oktober 2010 bis Juli 2011)
- George Ciorceri (2005 bis September 2006)
- Dorel Mureșan (14. September 2006 bis 2007)
- Ovidiu Fărcaș (2007 bis 7. Dezember 2008)
- Mircea Bolba (7. Dezember 2008 bis 2009, seit 10. November 2011)
- Eusebiu Șuvagău (2009 bis Sommer 2010, Juli 2011 bis 10. November 2011)
- Constantin Olariu (Sommer 2010 bis 4. Oktober 2010)

## Sonstiges
Neben Fußball gibt es noch weitere Sportabteilungen im Verein. Sowohl das Volleyballteam der Herren als auch das Basketballteam der Damen spielten in der Saison 2007/08 in der höchsten rumänischen Liga. Die Volleyballherren waren auch 2009/10 erstklassig und belegten am Saisonende den vierten Rang.